# Multihalle
Die Multihalle ist eine Mehrzweckhalle im Mannheimer Herzogenriedpark, die zur Bundesgartenschau 1975 errichtet wurde. Das Bauwerk wurde von Carlfried Mutschler und seinem Büropartner Joachim Langner entworfen. Das Tragwerk wurde von Frei Otto als Gitterschale konzipiert, es ist bis heute die größte frei geformte Holzgitter-Schalenkonstruktion der Welt. Die Multihalle gilt als ein Hauptwerk organischer Architektur und steht seit 1998 unter Denkmalschutz.

## Architektur
Die Multihalle ist eine Halle mit einem mehrfach gekrümmten Gitter aus Dachlatten (Querschnitt 50 × 50 mm), die von den Mannheimer Architekten Carlfried Mutschler und Joachim Langner geplant und 1975 fertiggestellt wurde. Die Planung des Tragwerks wurde von Frei Otto und die Nachweise der Standsicherheit durch das Büro Ove Arup & Partners aus London erbracht (heute Arup Group Ltd.). Unter der gemeinsamen Überdachung aus zwei ineinander übergehenden Kuppeln befindet sich die eigentliche Veranstaltungshalle sowie ein erweiterter Bereich mit Durchgängen und einem Restaurant. Durch die teilweise matt lichtdurchlässige Folie wird der Innenraum gleichmäßig mit Tageslicht ausgeleuchtet.
Allgemeine Daten
- Tragkonstruktion: Holzlatten, kreuzweise in zwei bzw. vier Latten übereinander verlegt. Abstand voneinander 50/50 cm. Lattenquerschnitt 5/5 cm. Holz von Hemlocktannen und Kiefern.
- Dachfläche: 9.500 m²
- Bohrlöcher an den Kreuzungspunkten: 144.000, 34.000 Bolzen
- Randumfang: 685 m (seilgestützter Rand: 35 m, Bögen: 135 m)
- Seilnetz: 7.150 m
- Bedachung: Trevira-Gewebe, geschwärzt, PVC-beschichtet, Bahnenware, an den Stößen überlappt und geschweißt, auf Nagellatten mit Bukamaklammern
- Hallengröße: 10.500 m³
- Gesamtlänge: 160 m
- Gesamtbreite: 115 m
- Kuppelhöhe: 20 m
- Größte Querspannweite: 60 m

## Baugeschichte
Auf der Bauausstellung 1962 in Essen (Deubau) erstellte Otto seine erste Holzlattenkuppel. Sie hatte auf dem Boden ausgelegt eine Fläche von 250 m² und bestand aus quadratisch zusammengelegten, dünnen Latten von 40 × 20 mm. Ein Autokran hob in der Mitte den Lattenrost 5 m in die Höhe. Die zuvor lose miteinander verbundenen Latten überkreuzten sich nun rautenförmig. Otto ließ die Lattenenden an einem umlaufenden Auflager befestigen und erst dann die Schraubbolzen auf den Verbindungen der Holzleisten fest anziehen. Das fertige Tragwerk ähnelt dem eines Zollingerdachs, welches jedoch aus 1 bis 2½ Meter kurzen Holzleisten (Lamellen) zusammengesetzt ist und diese sich auch nicht mittig überkreuzen.
Ein zweites und diesmal doppelt gewölbtes Holzgitterschalendach errichtete Otto 1967 innerhalb des deutschen Pavillons als Vortragssaal und Foyer während der Weltausstellung Expo 67 in Montreal.
Nachdem im Januar 1970 die Entscheidung fiel, die Bundesgartenschau des Jahres 1975 in Mannheim stattfinden zu lassen, wurden zwei Wettbewerbe ausgeschrieben, bei denen Architekten und Landschaftsarchitekten ihre Ideen für die beiden Gartenschaugelände Herzogenriedpark und Luisenpark vorstellen sollten.
Preisträger für den Bereich des Herzogenriedparks war das Architekturbüro Carlfried Mutschler + Partner, Mannheim. Der Wettbewerbsplan sah als zentralen Bereich einen großen, überdachten Treffpunkt für verschiedene Aktivitäten und ein Café mit Sitzterrasse am Wasser vor. Für das Café war eine luftige Holzkonstruktion vorgesehen. Der Treffpunkt sollte mit großen Schirmen überdacht werden, die an Gasballons aufgehängt werden sollten. Dies war zwar technisch möglich, doch baurechtliche Einwände ließen dieses Projekt scheitern. Außerdem hätten die Ballons ab Windstärke 7 eingezogen werden müssen.
Es wurden die verschiedensten Arten von pneumatischen Konstruktionen untersucht, die allerdings zu hohe Material- und Zuschnittskosten verursacht hätten. Luftdicht abgeschlossene Traglufthallen kamen ebenfalls nicht in Frage, so dass die verschiedenartigen Zeltkonstruktionen diskutiert wurden.

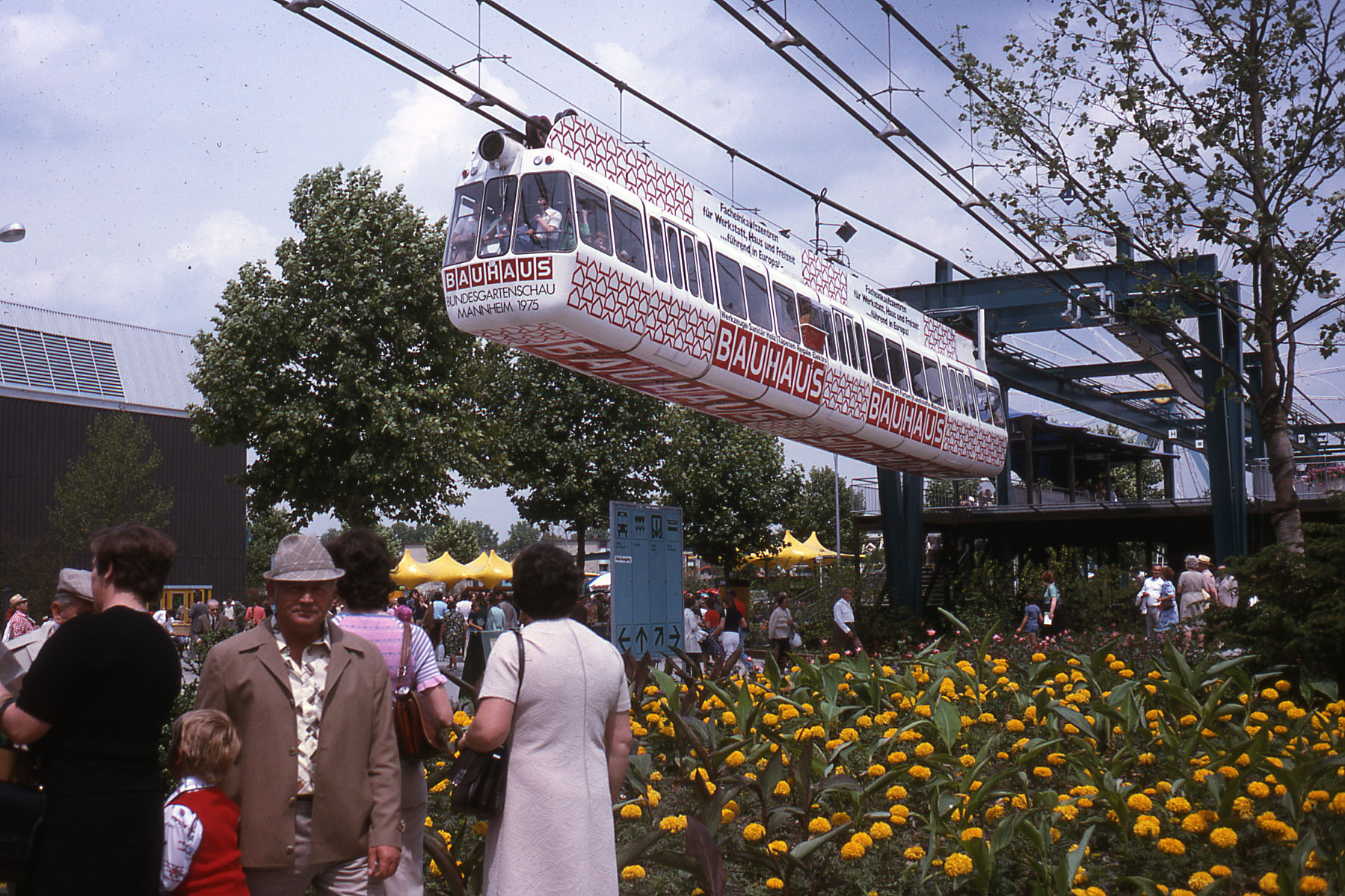
Aerobus, Bundesgartenschau 1975

Da auch künstliche Hügel aus Leimbinderkuppeln nicht zufriedenstellen konnten, kam die Idee der Gitterschalen des Stuttgarters Frei Otto ins Gespräch. Der Vorteil einer Gitterschale als Dachtragwerk besteht darin, dass diese unter ihrem Eigengewicht „nur druck- und nicht biegebeansprucht sind.“ Zeitgleich mit der Wahl der Konstruktion wurden die Standorte der verschiedenen Funktionen festgelegt. Die Besucher sollten auf zwei Ebenen – der des Aerobusbahnhofs und des Parks – in die Halle geführt werden.
Ausgangsbasis für die Gitterschale war das Drahtmodell des Vorentwurfs. In diesem Modell 1:500 konnte die endgültige Form allerdings nur grob vorgegeben werden. Mit Hilfe von Zwirnfäden konnte immerhin die Länge und Breite der Fläche annähernd abgewickelt werden. Das Drahtmodell als hängendes Netz simulierte die Gittermaschen des späteren Gitterrostes aus Holz. Bevor das Knüpfen des Netzes begann, musste die Richtung, in der es liegen sollte, festgelegt werden, um dann mit Hilfe von Stecknadeln und einer weichen Unterlage die Glieder und Ringe aneinanderzureihen. Im hängenden Kettenmodell stand die Schale auf dem Kopf.
Mit Hilfe von Gabelstaplern und Gerüsttürmen hoben Bauarbeiter das Dach behutsam in die endgültige Position. Am 30. Januar 1975 wurde auf Wunsch von Prüfingenieur Fritz Wenzel an dem Dach selbst ein Belastungstest durchgeführt, bei dem 205 gefüllte Wassertonnen an das Lattengitter gehängt wurden. Die Schale gab um 79 Millimeter nach, einen Millimeter weniger als errechnet.
In einem Dokumentarfilm bekannte Otto im Jahr 2005, dass er die Multihalle für seinen „kühnsten Bau“ hielt, „viel kühner als das Olympiadach“. Der Bauingenieur Ian Liddell, der 1975 die Multihalle statisch überprüft hatte, fügte hinzu, den Naturstoff Holz als mehrfach gekrümmtes Dachtragwerk einzusetzen, wäre ohne Vorläufer und Geschichte gewesen, „wie eine Idee von einem anderen Stern“.

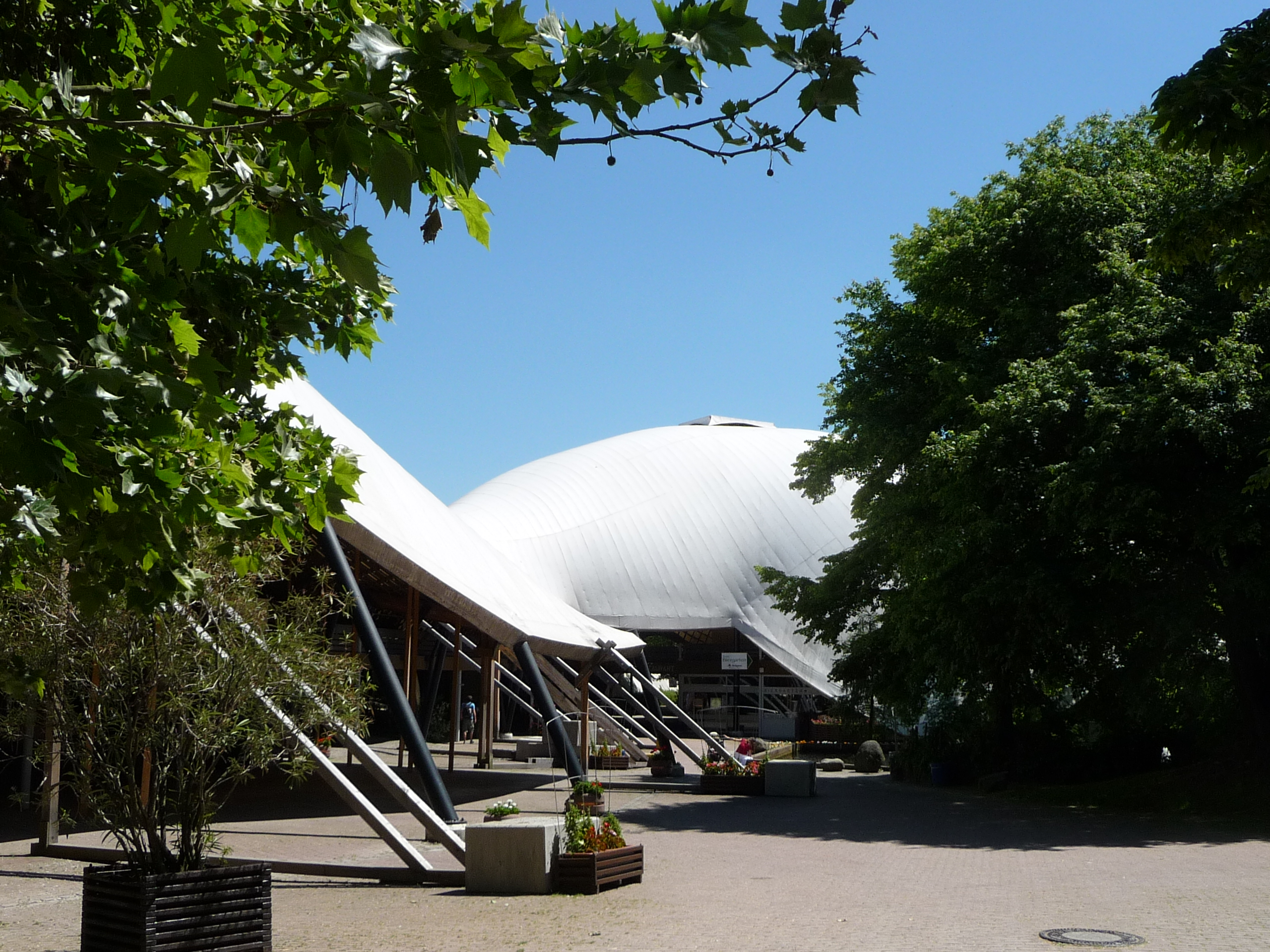
Außenhülle der Multihalle
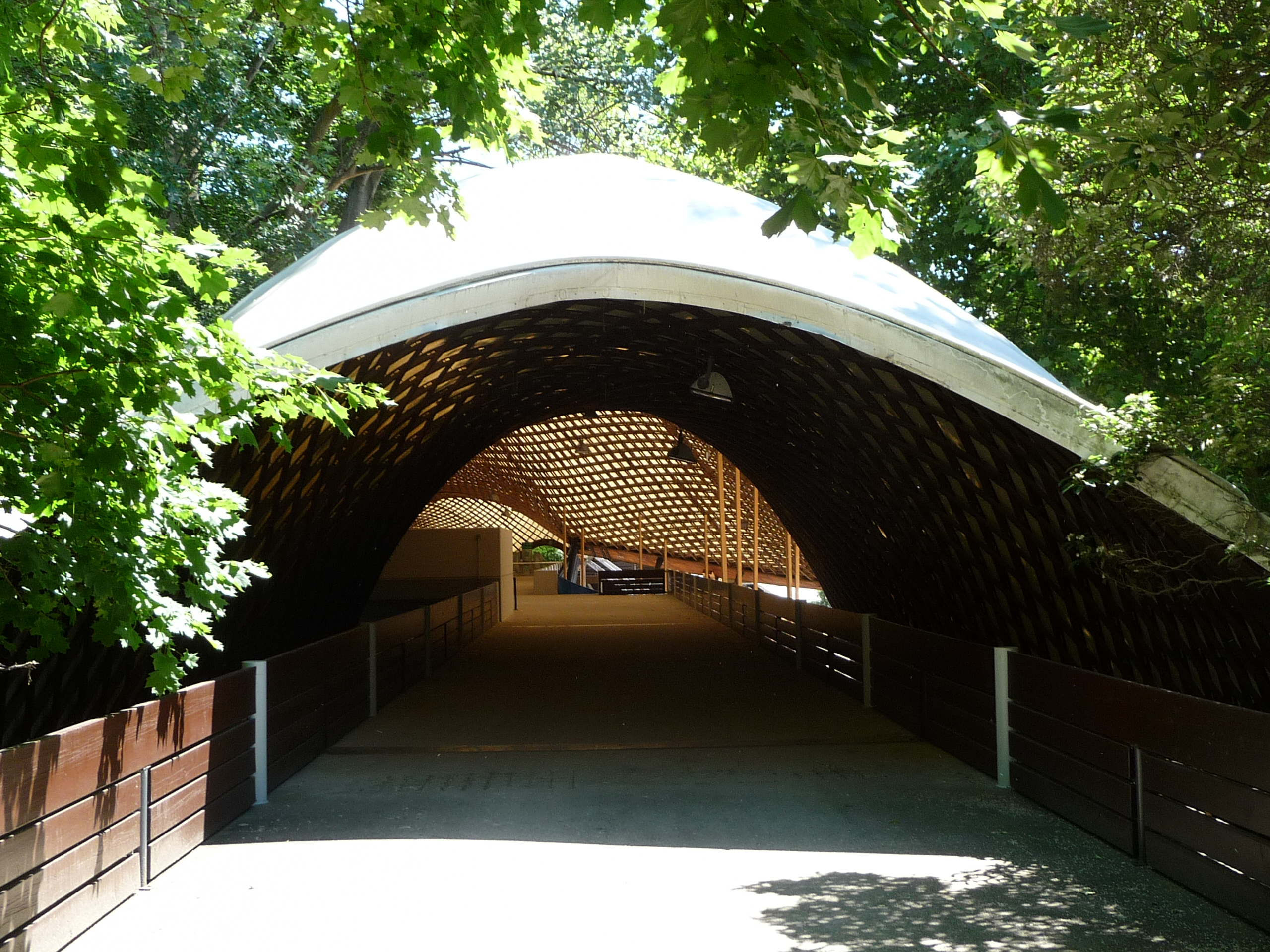
Westlicher Eingang bei der ehemaligen Hochbahn
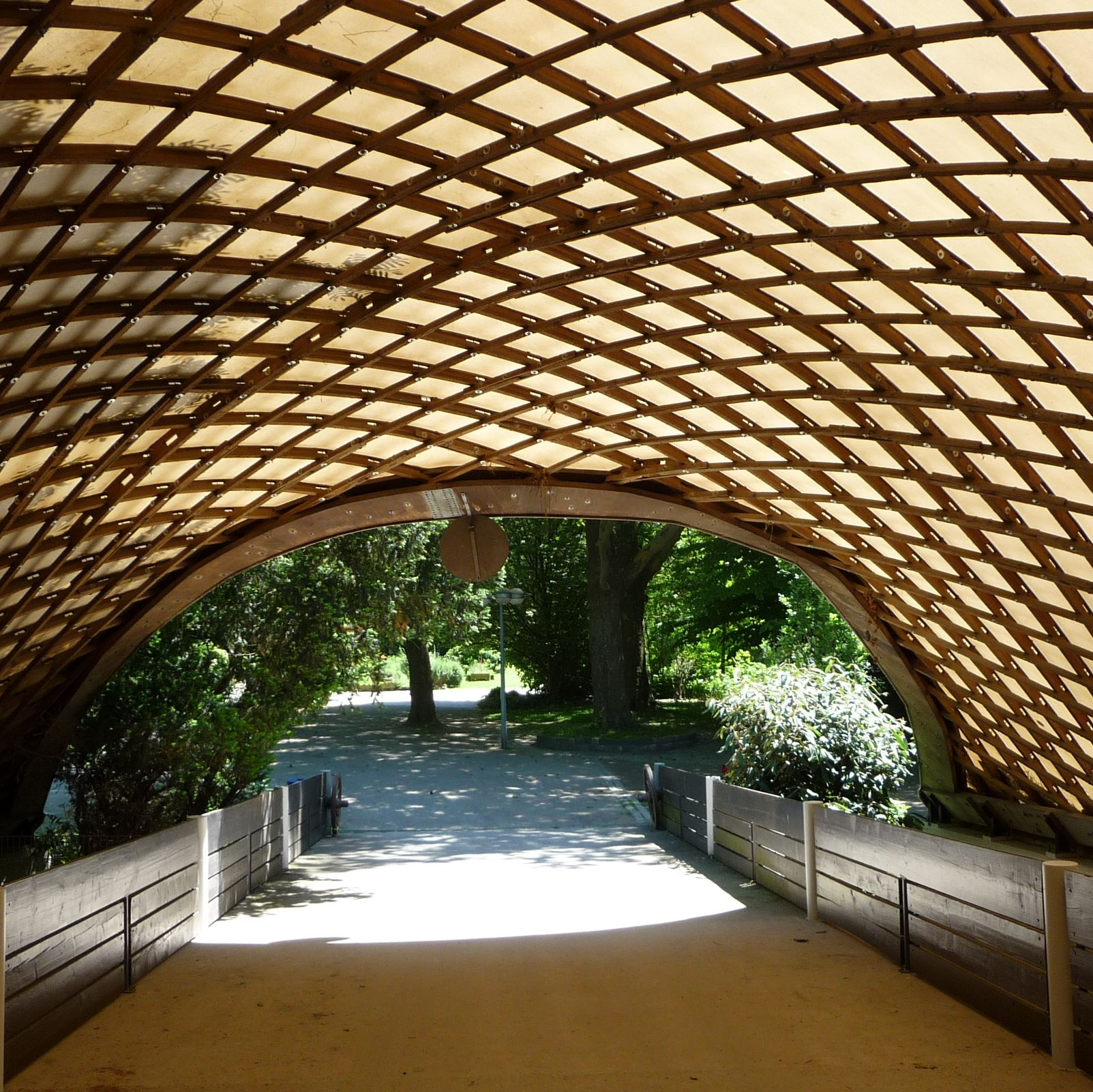
Eingang von innen
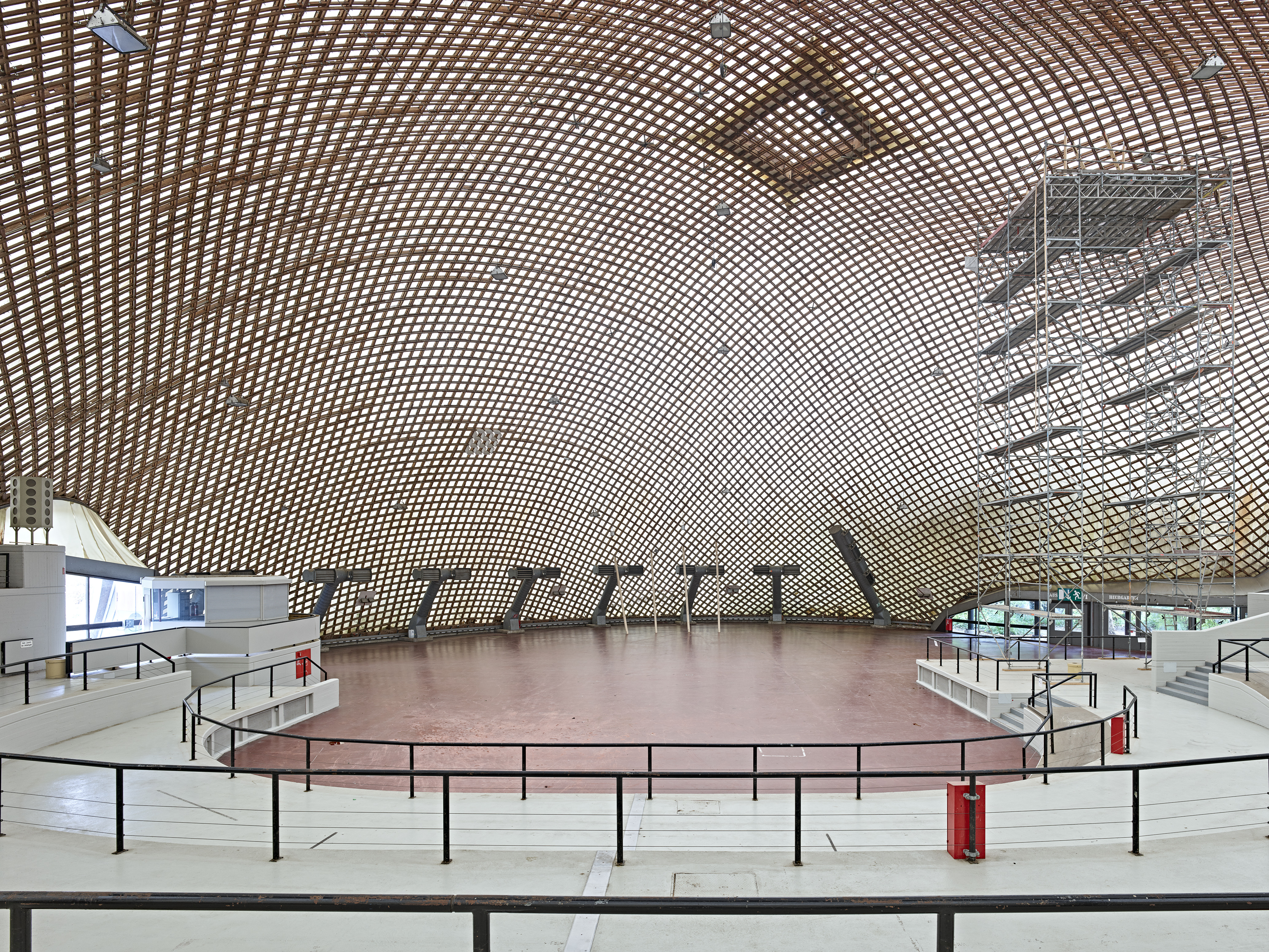
Große Halle in der Multihalle
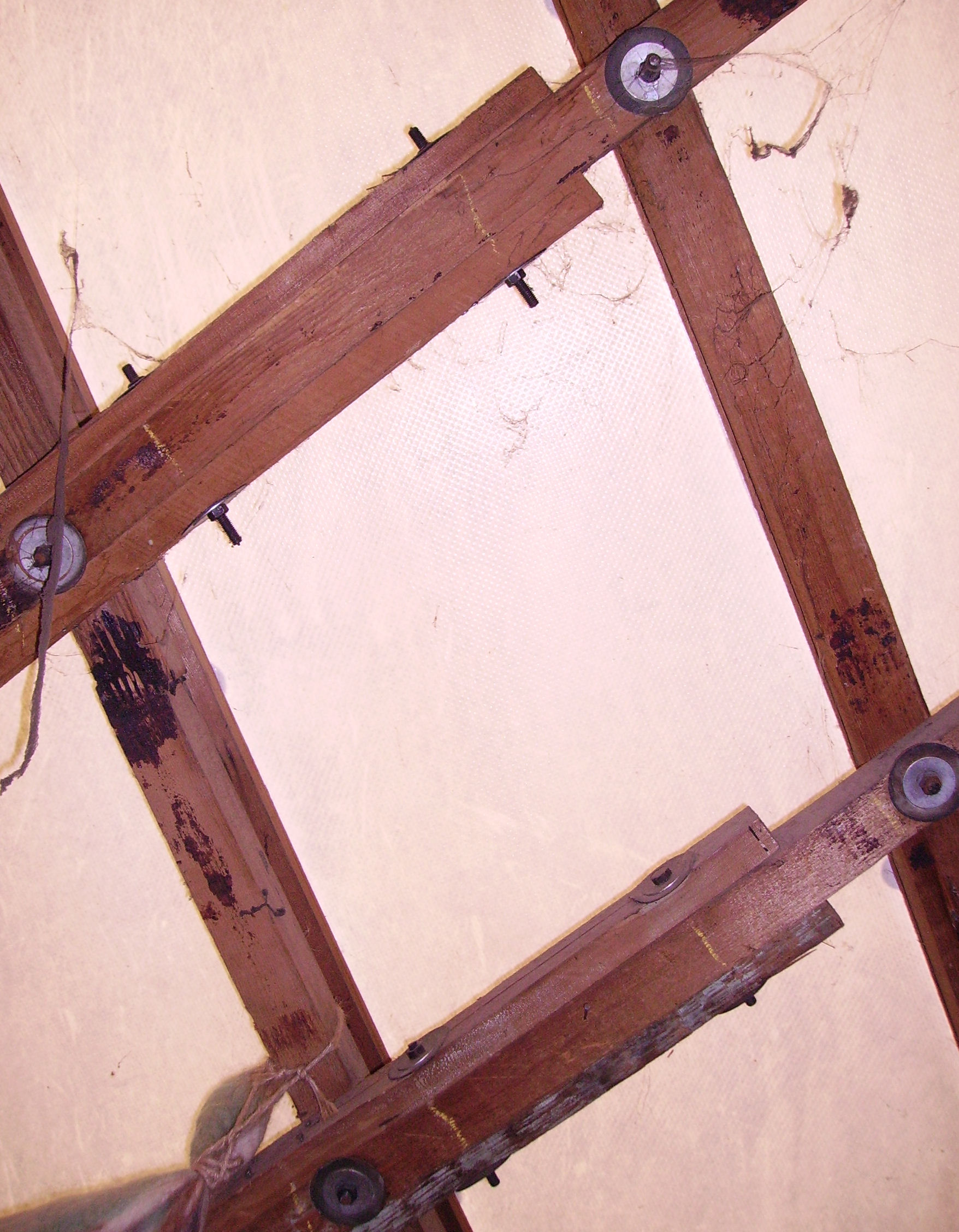
Die Verbindungen der Holzleisten wurden erst in der Endmontage festgezogen.

## Aktueller Zustand

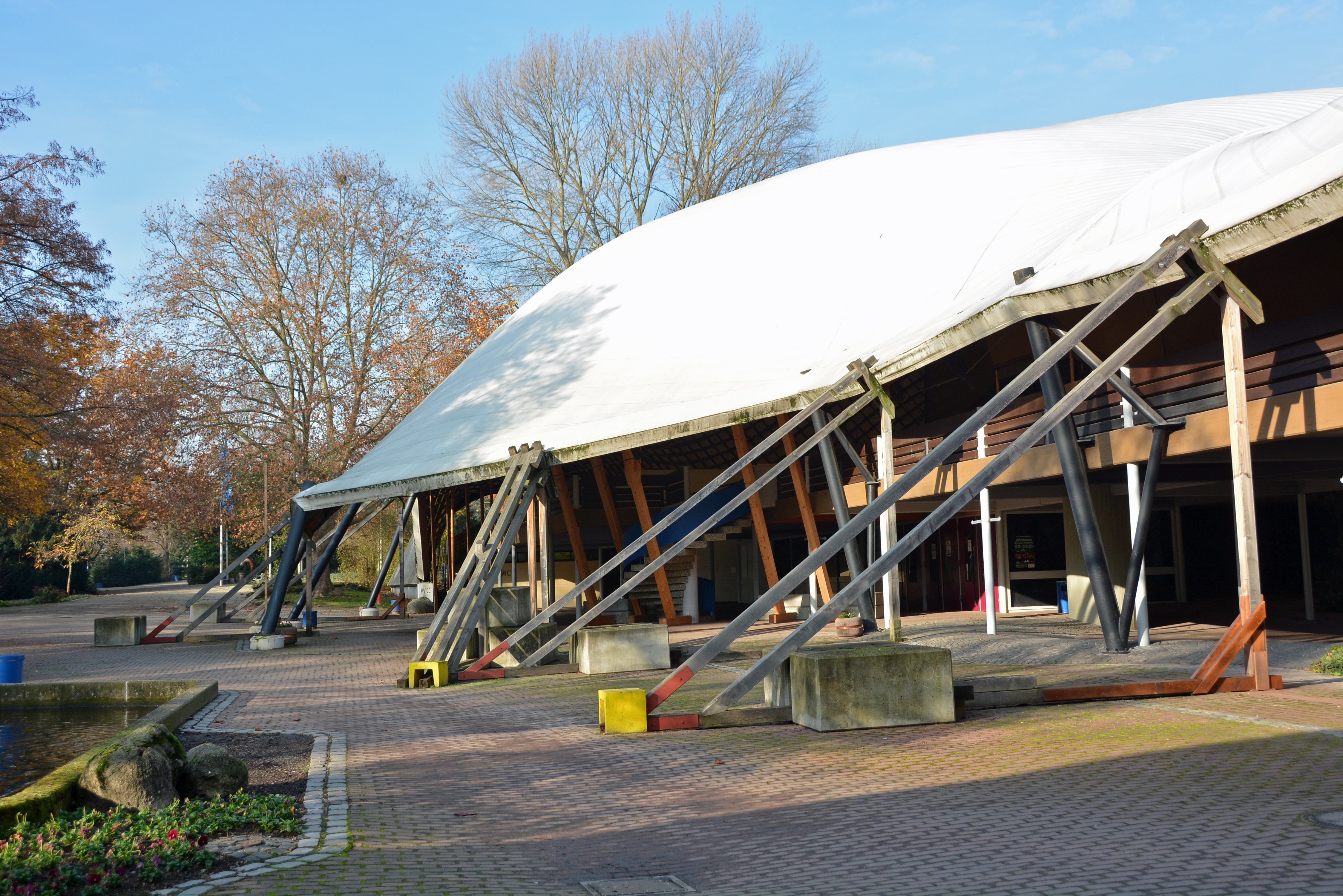
Stützen am Dachrand

Die Multihalle sollte als temporäres Bauwerk ursprünglich nur für die Dauer der Bundesgartenschau 1975 Bestand haben. Die bis heute größte unregelmäßig geformte Holzgitterschalenkonstruktion der Welt wurde jedoch nicht abgerissen und im Jahr 1998 aus wissenschaftlichen und heimatgeschichtlichen Gründen als Kulturdenkmal unter Denkmalschutz gestellt. Der größere, 1991 fertiggestellte Superior Dome am Lake Superior im US-Bundesstaat Michigan hat eine regelmäßig doppelt gekrümmte Kuppel als Holzgitterschale.
Das Foliendach bestand ursprünglich aus einer PVC-Folie mit Gewebe-Einlage. 1981 wurde es notwendig, die Halle mit einer neu entwickelten Kunststoffdichtungsbahn zu beziehen. Die bis dahin halbtransparente Dachhülle wurde nun weiß. Mittlerweile ist diese stellenweise porös geworden, so dass eindringendes Wasser das Holz der Dachkonstruktion beschädigt und die Tragfähigkeit beeinträchtigt. Zudem verschiebt sich die tragende Holzkonstruktion, wenn auch nur minimal. Um weitere Verformungen zu verhindern, wurde aus statischen Gründen 2008 in der großen Halle ein Stützturm errichtet. Seit 2011 ist die eigentliche Halle gesperrt, die Wege unter der Bedachung sind weiterhin begehbar.
Auch die Dachkonstruktion außerhalb der eigentlichen Halle wurde inzwischen mit Stützen stabilisiert. Der bauliche Zustand verschlechtert sich weiterhin. Die Sanierung wird bereits seit einigen Jahren ins Auge gefasst. Im Mai 2016 wurden die Kosten auf 3,39 Millionen Euro für eine Konservierung und 11,6 Millionen für eine Generalsanierung kalkuliert. Die Kosten für einen Abriss werden mit 1,02 Millionen Euro beziffert. Dagegen spricht unter anderem, dass der denkmalrechtliche Status eines „Kulturdenkmals von besonderer Bedeutung“ zu erwarten steht. Am 10. Juni 2016 stimmte der Gemeinderat der Stadt bei nur einer Gegenstimme von Steffen Ratzel (CDU) einem Abriss zu, sollte nicht bis Ende 2017 ein namhafter Betrag zugunsten einer Sanierung über externe Zuschüsse, Sponsoring oder ein Crowdfunding zusammenkommen.

## Rettungsinitiativen

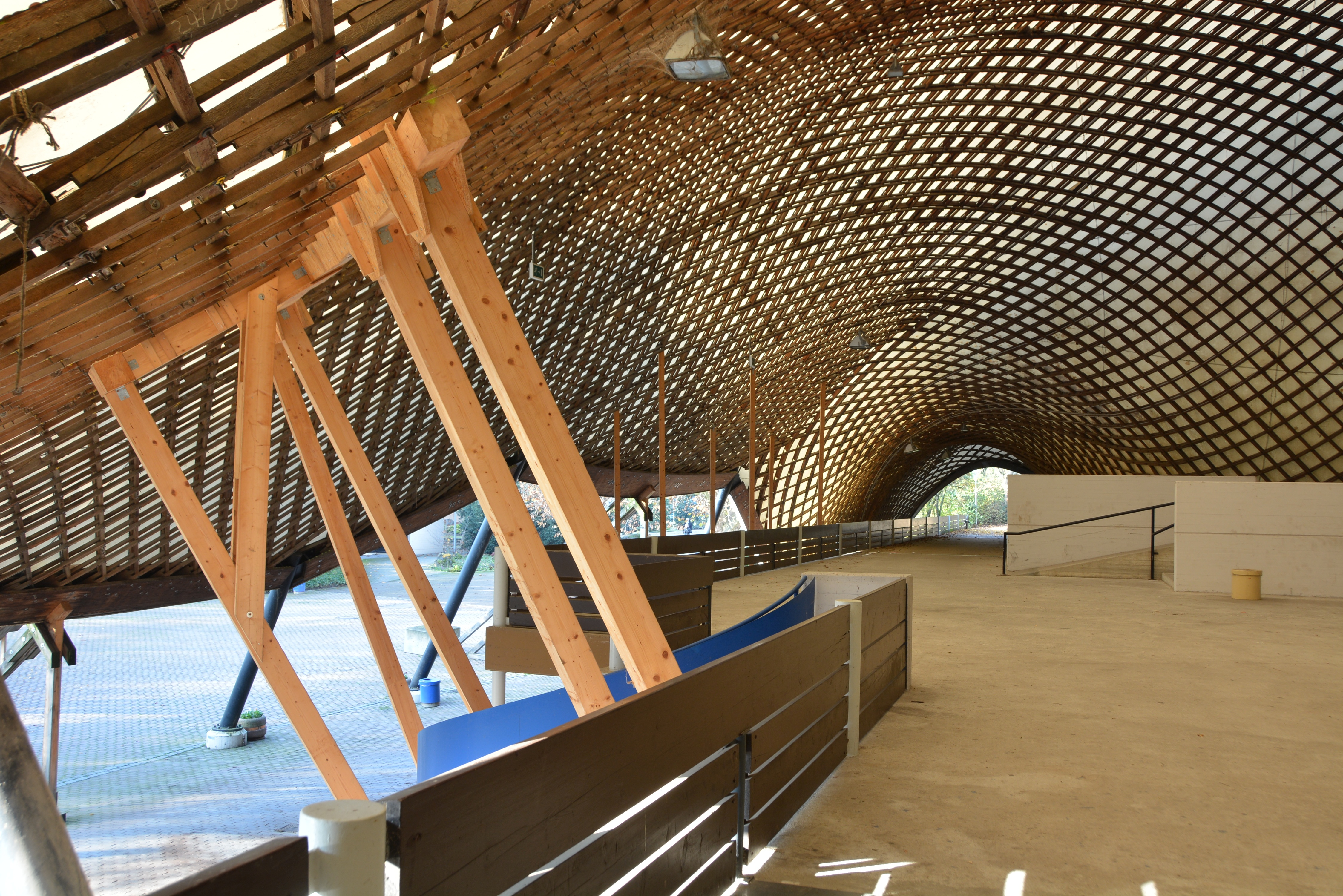
Stützträger im Inneren

Am 23. Juni 2017 stimmte der Hauptausschuss des Mannheimer Gemeinderats für einen Aufschub einer endgültigen Entscheidung über die Zukunft der Multihalle bis Ende 2019. Damit bis dahin in der Halle weiterhin kulturelle und sportliche Veranstaltungen stattfinden können, bewilligten die Gemeinderäte 158.000 Euro. Eine international angelegte Spendenkampagne soll den Hauptanteil der erforderlichen Sanierungskosten in Höhe von 11,6 Millionen Euro einbringen, dann werde auch die Stadt Mannheim einen Anteil beisteuern. Baubürgermeister Lothar Quast kalkulierte für die Kampagne eine Dauer von drei bis acht Jahren ein. Ein Ziel sei es, die Multihalle bis zur Bundesgartenschau 2023 in Mannheim zu retten.
Für den Erhalt und die Bekanntmachung der Multihalle gründeten am 24. Oktober 2016 die baden-württembergische Architektenkammer und die Stadt Mannheim einen Förderverein. Ein erster Workshop wurde im Frühjahr 2017 in der Multihalle angeboten, um Bau-Experten die Besonderheiten dieser neuartigen Schalenbau-Architektur zu erläutern und um neue Nutzungsmöglichkeiten zu entwickeln.
Der Vorsitzende des Sportkreises Mannheim, Michael Scheidel, erklärte, dass es in Mannheim einen Mangel an Sporthallen gebe. Er unterstütze daher eine Nutzung der Multihalle für sportliche Zwecke.
Im Rahmen der UN-geförderten Konferenz Urban Thinkers Campus im Mannheimer Stadthaus Ende Oktober 2017 diskutierte eine Arbeitsgruppe über eine zukünftige Nutzung und Einbindung der Nutzer der Multihalle.
Auf der 16. Internationalen Architekturausstellung der Biennale von Venedig (2018) präsentierten das saai und die Stadt Mannheim die Multihalle mit Archivmaterial und neuen Nutzungskonzepten erstmals einem internationalen Publikum. Die Multihalle verkörpere einen „offenen Raum“ für eine „offene Gesellschaft“ mit ihrer experimentellen Entstehungsgeschichte, ihren offenen Raumqualitäten und ihrer Einbettung in die urbane Topographie von Stadt und Landschaft.
Am 26. September 2018 begannen in der Multihalle dreitägige Bürgerinfotage, bei denen Ideen und Diskussionsbeiträge zur künftigen Nutzung der Multihalle und des Herzogenriedparks gefragt waren.
Mit einer „sehr großen Mehrheit“ stimmte der Gemeinderat am 16. Oktober 2018 für die Finanzierungsbeteiligung an einer Gesamtsanierung. Wenn der Bund mit dem Förderprogramm „Nationale Projekte des Städtebaus“ den größeren Anteil übernimmt, will die Stadt bis zu einem Drittel der inzwischen auf 14,2 Millionen Euro geschätzten Sanierungskosten investieren. Nach Angaben des Mannheimer Bundestagsabgeordneten Nikolas Löbel (CDU), möchte der Bund „gleichzeitig eine finanzielle Beteiligung des Landes – die gleiche Summe, die der Bund gibt, erwartet man auch vom Land“.
Mit Hilfe eines Architektenwettbewerbs sollte nach Angaben von Stephan Weber, Vizepräsident der Architektenkammer Baden-Württemberg (AKBW), ein optimales Nutzungsmodell gefunden werden. Das Preisgeld zum Wettbewerb wurde vom BDA Baden-Württemberg und der Möbelfirma Wilkhahn gestiftet. Die Auslobung wendete sich ausdrücklich auch an die jüngere Generation der Architekten und der Studierenden „aus aller Welt“, um einen „vielseitig nutzbaren Raum der Möglichkeiten“ zu entwerfen. Am 23. März 2019 wählte die Jury nach zwei Tagen von über 50 eingereichten Entwürfen aus der ganzen Welt drei Vorschläge auf den ersten Platz. Diese Ideen sollen aber noch nach Maßgabe der Jury in eine einheitliche Gestaltung zusammengeführt werden. Langfristig soll nur das hölzerne Gitterschalendach erhalten werden, das Interieur wird der Nutzung entsprechend wechseln.
Die Stadt Mannheim machte im Jahr 2019 mit einer Reihe von Veranstaltungen die Multihalle vor Ort und international bekannter. Veranstaltungen in der Multihalle hatten unter anderem das Time Warp Festival (Maimarkthalle) mit Technomusik, das Nationaltheater Mannheim während der Schillertage sowie die Popakademie Baden-Württemberg und das Goethe-Institut mit einer Klanginstallation und einem Konzert.
Am 5. April 2019 gab das Bundesministerium des Innern, für Bau und Heimat bekannt, dass die Multihalle im Rahmen des Bundesprogramms der Nationalen Projekte des Städtebaus eine Förderung von 5 Millionen Euro erhalten wird. Zur Begründung dieser Entscheidung hieß es unter anderem: „Mit dem Projekt soll ein Beitrag zur Erhaltung und Inwertsetzung einer baukulturellen Ikone geleistet werden, deren beeindruckendes Tragwerk ein herausragendes Beispiel deutscher Ingenieurbaukunst ist.“
„Mit großer Mehrheit“ beschloss der Gemeinderat am 9. Juli 2019, den Erhalt und die Sanierung der Multihalle mit einem Eigenanteil von 9,2 Millionen Euro durchzuführen. Der kommunale Anteil musste verdoppelt werden, da die erhoffte Förderung von Bund und Land geringer ausfiel als erwartet. Ablehnende Stadträte kritisierten ein immer noch fehlendes Nutzungskonzept sowie eine Unklarheit über die zusätzliche Finanzierung der laufenden Betriebskosten. Der scheidende Stadtrat Steffen Ratzel (CDU) bezeichnete die Multihalle als Mannheims „architektonisch bedeutendste[s] Werk“ und forderte wie viele andere Stadträte, auch Angebote für die Anwohner der Halle. In den Medien wurde der Beschluss mit Zustimmung und Erleichterung aufgenommen.

## Sanierung
Die Jury wählte im September 2019 aus den drei erstplatzierten Architektengemeinschaften einen Entwurf vom spanischen Architektenduo Guillem Colomer Fontanet (Cofo architects) und Gabriel R. Peña (Peña architecture) in Rotterdam aus, da deren Planung das Konzept „mit dem größten Entwicklungspotential und der höchsten architektonischen Qualität“ sei. Mitte Februar 2020 stellte Tatjana Dürr, Referentin für Baukultur bei der Stadt Mannheim, das ausgearbeitete Nutzungskonzept der Architekten dem Mannheimer Stadtrat vor. Die Multihalle erhält eine transparente Hülle und wird weitgehend entkernt. An einer sogenannten „Hallenallee“ entlang sollen verschiedene neue Einbauten untergebracht werden. Die „Hallenallee“ wiederum wird an beiden Enden bis zum Parkende verlängert und bietet so Anwohnern und Besuchern eine gute Anbindung an den ÖPNV der Stadt.
Nahe der Mitte der „Hallenallee“ vor dem Eingang zur großen Halle platzierten die Architekten einen rechteckigen Kubus in hartem Kontrast zur weichen Dachform. Die Oberfläche des Quaders bietet eine Bühne für künstlerische Darbietungen aller Art. Unterhalb des Kubus wird im Erdgeschoss ein ganzjährig nutzbarer Veranstaltungsraum neu eingefügt.
Der bestehende Tribünenbereich in der großen Halle wird weitgehend abgebaut, doch können bei Bedarf für verschiedenste Veranstaltungen einzelne gestaffelte Sitzsegmente (Module) wieder hinzugenommen werden. Die halbrunde Tribüne kann durch die Sitzmodule vielfältig variabel angeordnet werden. „In den dunklen „Katakomben“ [hinter der früheren Tribüne], bisher Künstlergarderoben, entstehen die Büro-, Werk- und kleinere Veranstaltungsräume sowie Ateliers [mit Tageslicht].“ Die Sanitäranlagen und die technische Infrastruktur sollen ebenso saniert werden wie das Restaurant. Das Stadtbauamt rechnete mit einem Baubeginn im Jahr 2021, sodass eine Fertigstellung vor der Bundesgartenschau 2023 gewährleistet war.
Im Auftrag des Bauamts ergab jedoch eine genaue Untersuchung der Dach- und Infrastrukturschäden im Jahr 2020 einen weitaus höheren Reparaturbedarf als erwartet. Daher muss der Sanierungsplan aus Zeit- und Kostengründen weitgehend auf die Zeit nach der Bundesgartenschau verschoben werden. Die Reparaturen erhalten einen zeitlichen und finanziellen Vorrang vor dem neuen Innenausbau. Allerdings muss nun nicht mehr das gesamte Dach durch eine doppelte Befestigung stabilisiert werden. Es reiche aus, nur die schadhaften Stellen zu reparieren. Die Mehrkosten betragen etwa sechs Millionen Euro, was eine aktuelle Gesamtsumme von 20,4 Millionen Euro ergibt. Die Wüstenrot-Stiftung erklärte sich bereit, zwei Millionen Euro für den Erhalt der Multihalle zu spenden. Am 5. November 2020 stimmte eine Mehrheit des Gemeinderats für den geänderten Sanierungsplan.
Im Frühjahr 2021 begannen die ersten Dachreparaturen. Daraufhin erfolgte eine Fällung von 20 Bäumen in unmittelbarer Nähe der Halle, da deren Wurzeln den Umbau der Infrastruktur behindert haben. Durch minimalinvasive Mittel konnte die Fällung auf ein Minimum begrenzt werden. Zum Ausgleich für die entfernten Bäume werden 45 Setzlinge entlang der neuen Allee zum Neuen Meßplatz hin angepflanzt.
Im Rahmen der Etatberatungen des Mannheimer Gemeinderats für den Haushalt 2023 beantragten die Fraktionen der CDU, der FDP/MfM und der Mannheimer Liste im Dezember 2022, die Sanierung mit Blick auf die aktuell eingeplanten Kosten in Höhe von 36 Millionen Euro aufzugeben. Die Anträge erhielten keine Mehrheit.

## Sonstiges
Am 30. September 1976 gaben die Rockbands Rainbow und AC/DC in der Mannheimer Multihalle ein Konzert.

## Film
- Frei Otto. Von Seifenblasen und Zelten. Dokumentarfilm, Deutschland, 2005, 60 Min., Buch und Regie: Louis Saul, Produktion: SWR, arte, Erstausstrahlung: arte, 22. April 2005, Inhaltsangabe von megaherz, (Memento vom 15. April 2013 im Webarchiv archive.today).
 Darin ab 38:10 Min.: Frei Otto in Begleitung von Joachim Langner, Ian Liddell und anderen besichtigen und untersuchen den Bauzustand der damals noch intakten Multihalle.

## Ausstellungen
- Multihalle – Democratic Umbrella. Wechselraum des BDA im Zeppelin-Carré, Stuttgart, 15. April bis 28. Juni 2019.[54][55]
- BUGA 75. Ein Fest verändert die Stadt. Marchivum, Mannheim, 24. März bis 18. August 2019.[56]
- Sleeping Beauty – Reinventing Frei Otto’s Multihalle. Präsentation des saai und der Stadt Mannheim auf der 16. Internationalen Architekturausstellung der Biennale von Venedig, 26. Mai bis 25. November 2018.[57]
- Robert Häusser und Marco Vedana: Raumwunder Multihalle. Architekturfotografie im Haus der Architekten in Stuttgart, 1. Juni bis 4. Juli 2017.[58]